# Gugiaite
La gugiaite (simbolo IMA: Gug) è un minerale appartenente al gruppo della melilite e che prende il nome dal villaggio cinese di Gugia dove è stato scoperto per la prima volta. La sua formula chimica è Ca2BeSi2O7. Si trova principalmente negli skarn con melanite adiacente a una sienite alcalina. Il minerale appartiene al gruppo spaziale P421m ed è fortemente piezoelettrico.
Poco dopo la scoperta della gugiaite, si notò che un nuovo nome non era necessario in quanto avrebbe potuto essere considerato un membro finale della melifanite, (Ca,Na)2Be(Si,Al)2(O,F)2 che differiva principalmente per contenere molto meno sodio e fluoro. Dati recenti hanno confermato che la gugiaite differisce dalla melifanite otticamente e strutturalmente. La gugiaite è una melilite ed è nettamente diversa da altri minerali di berillio come la melifanite e la leucofanite. La gugiaite prende il nome dalla sua località tipo vicino al villaggio di Gugia, in Cina. Esistono informazioni incongruenti riguardo a Gugia; di conseguenza l'effettiva ubicazione di questo villaggio all'interno della Cina non è chiara. Gujia è spesso indicata come appartenente alla provincia di Jiangsu o alla provincia di Liaoning.

## Caratteristiche
La gugiaite è un membro dei gruppi melilite e sorosilicato. È chimicamente simile alla jeffreyite, alla melifanite e alla leucofanite in quanto contengono tutti calcio, berillio e silicio. Le impurità più comuni sono titanio, zirconio, afnio, alluminio, ferro, manganese, magnesio, sodio, potassio, fluoro, cloro e fosforo.

## Abito cristallino
La gugiaite è composta da infiniti strati di tetraedri con legami Be-Si-Si e Ca interstiziale. L'atomo di ossigeno si lega a un catione ad alta valenza (silicio) per produrre una polimerizzazione discontinua di tetraedri legati da calcio interstiziale. La gugiaite è isostrutturale con l'akermanite con il berillio che occupa il sito che nell'akermanite è occupato dal magnesio. Gli studi a raggi X con il metodo Weissenberg mostrano che la gugiaite è tetragonale con gruppo spaziale P421m (gruppo nº 113) e gruppo puntuale 42m. Le costanti di reticolo sono a = b = 7.48(2) Å, c = 5.044(3) Å e α = β = γ = 90◦; possiede 2 unità di formula per cella unitaria.

## Origine e giacitura
La gugiaite si trova solitamente nello skarn a contatto con sienite alcalina con melanite, ortoclasio, egirina, titanite, apatite, vesuvianite e prehnite. Si presenta sotto forma di sottili compresse quadrate, fino a 3 mm, in piccole cavità in skarn e racchiuse in melanite. Gli skarn si formano spesso nella zona di contatto tra le intrusioni granitiche e le rocce sedimentarie carbonatiche attraverso il metasomatismo. La gugiaite è stata trovata anche in una cavità miarolitica nel granito. Questo tipo di cavità è rivestita di cristalli, irregolare e nota per essere una fonte di minerali rari, come il berillio, che normalmente non si trovano in abbondanza nelle rocce ignee. La località tipo della gugiaite è Gugia, in Cina, ma successivamente è stata trovata anche in Piemonte, in Italia, nella prefettura di Ehime (Giappone), la regione della Siberia Orientale (Russia) e, più recentemente, nella contea di Telemark (Norvegia)

## Proprietà
La forma cristallina della gugiaite si presenta sotto forma di sottili compresse tetragonali per lo più di 2-3 mm di diametro e 0,3-0,5 mm di spessore.. È trasparente, otticamente uniassiale e fortemente piezoelettrico.

## Forma in cui si presenta in natura
I suoi cristalli sono piccoli agglomerati tetragonali con lucentezza vitrea. È incolore e trasparente con una densità di 3 g/cm3.